# Casablanca (stad)
Casablanca (Arabisch: الدار البيضاء, Dar el-Beida, Tamazight: ⴰⵏⴼⴰ Anfa) is een stad in het westen van Marokko en is met 3.2 miljoen inwoners tevens ook de grootste stad van Marokko.
Casablanca betekent in het Spaans wit huis. De stad valt bijna samen met de gelijknamige prefectuur Casablanca, onderdeel van de regio Grand Casablanca. Het is tevens de belangrijkste haven van het land, gelegen aan de Atlantische Oceaan.
Sinds de afwerking in 1993 ligt in Casablanca de Hassan II-moskee, een moderne grote moskee gebouwd in opdracht van koning Hassan II gelegen aan de Bd Sidi Mohammed Ben Abdallah, tussen de haven en de vuurtoren El-Hank aan de kust met uitzicht over de Atlantische Oceaan. Vlak bij de moskee bevindt zich ook de oude medina.

## Geschiedenis
De oorsprong van de stad is niet bekend. In de 12e eeuw stond op de huidige plek een Amazigh (Berber) dorp genaamd Anfa, het werd een piratenbasis voor het lastigvallen van christelijke schepen en werd in 1468 door de Portugezen verwoest. De Portugezen keerden in 1515 terug naar het gebied en bouwden een nieuwe stad genaamd Casa Branca ("Witte Huis"). Het werd in 1755 verlaten na een verwoestende aardbeving, maar de Alaoui-Sultan Sidi Muhammad ibn ʿAbd Allah herbouwde de stad aan het einde van de 18e eeuw. Spaanse kooplieden, die het Casablanca noemden, en andere Europese handelaren begonnen zich daar te vestigen. Na een tijdje waren de Fransen in de minderheid ten opzichte van de andere Europese kolonisten, en de naam Maison Blanche (wat ook ‘Witte Huis’ betekent) werd net zo gewoon als Casablanca.
De stad werd in 1907 door de Fransen bezet en tijdens het Franse protectoraat (1912-1956) werd Casablanca de belangrijkste haven van Marokko. Sindsdien zijn de groei en ontwikkeling van de stad continu en snel geweest. Tijdens de Tweede Wereldoorlog (1939-1945) was de stad de zetel van een Brits-Amerikaanse regering. topconferentie in 1943. (Zie Casablanca-conferentie.) In 1961 richtte een conferentie in Casablanca, voorgezeten door koning Mohammed V van Marokko, de Casablanca-groep van Afrikaanse staten op.

## Economie
De regio Groot-Casablanca wordt gezien als de locomotief van de ontwikkeling van de Marokkaanse economie. Het is verantwoordelijk voor 39% van de nationale productie en 60% van de industriële werkkracht. De regio verbruikt 35% van de nationale elektriciteitsproductie. Met 86 miljard MAD, zorgt de regio voor 54% van de industriële productie. 41% van 's lands industriële export komt van de regio Groot-Casablanca. 30% van de Marokkaanse banksector bevindt zich in Casablanca. Sinds een aantal decennia heeft Casablanca zich ontwikkeld tot een grotere wereldstad. Dat heeft zij onder andere te danken aan de bouw van vele kantoorgebouwen en een grotere haven.
De activiteiten van de havens van Casablanca en Mohammedia zijn verantwoordelijk voor 55% van de Marokkaanse internationale handel. 48% van personenvervoer in Marokko gaat via de luchthaven van Casablanca, Mohammed V International Airport.

## Bevolking
De bevolking van Groot-Casablanca wordt geschat op ruim 4,2 miljoen (2014). 98% daarvan woont in stedelijke gebieden. 25% is onder 15 jaar en 8,7% is boven de 60 jaar. De bevolking van de stad is zo'n 12% van de totale bevolking van Marokko. Groot-Casablanca is ook het grootste urbane gebied in de Maghreb. De voertaal is het Marokkaans-Arabisch, maar ook het Berbers wordt door veel inwoners gesproken.

## Onderwijs
- EMLYON Business School
- Toulouse Business School
- George Washington Acadamy
- American Academy Casablanca
- London Academy Casablanca
- International School of Morocco
- Lycee Francais Guy de Maupassant
- Lycee Francais International Louis-Massignon
- Brittisch International School of Casablanca
- Lycee Lyautey
- Canadian Maple Bear Casablanca
- Ecole Belge de Casablanca
- Ecole Francaise Internationale de Casablanca
- Casablanca American School
- Lycee Francais Leon LAfricain
- Groupe Scolaire la Residence

## Transport
Omdat Casablanca de economische hoofdstad van Marokko is (en Rabat de bestuurlijke en regeringshoofdstad) zijn de verbindingen van en naar Casablanca prima: de belangrijkste internationale luchthaven ligt bij de stad, de grote noord-zuidspoorlijn en ook de autosnelwegen lopen via deze stad.

### Openbaar vervoer
Casablanca kent een uitgebreid netwerk aan trams en grootstedelijke treindiensten. De Al Bidaoui is een voorstadspoorweg in Casablanca en vervoert de meeste reizigers. Binnen de stad rijdt dit systeem als een metro en functioneert als aanvoer voor de tram en bus. Buiten de stad functioneert het als een stoptrein.

### Wegen
Casablanca is gelegen aan of vormt het begin- of eindpunt van vele autosnelwegen (meestal tolwegen) naar bijvoorbeeld:
- Rabat (A3) en verder noordwaarts naar Tanger ((A1)) of Fez (A2)
- Marrakesh via (A7)
- Agadir
- El Jadida

### Spoor
Tevens is het een knooppunt in het spoornet en heeft meerdere stations:
- Casablanca Voyageurs - transit/overstap-station
- Casablanca Port - haven

en ook onderstaand station van het vliegveld kan je bij Casablanca rekenen
en biedt rechtstreekse verbindingen met:
- zuidwaarts: Marrakesh
- noordwaarts: Rabat en Tanger
- noord/oost: Meknes, Fez, Taourirt, Al Hoceima en Oujda
- lokale shuttle: Mohammed V International Airport
- en nog enkele lokale bestemmingen

### Luchthaven
Het belangrijkste vliegveld van Marokko is Mohammed V International Airport bij Casablanca. Daarnaast is er ook de Luchthaven Casablanca Tit Mellil.

### Zeehaven
Casablanca is na de haven van Tanger de belangrijkste zeehaven van Marokko.

## Sport
Casablanca is de belangrijkste stad voor het Marokkaanse voetbal. De aartsrivalen Wydad AC Casablanca en Raja Casablanca zijn de enige clubs die altijd op het hoogste Marokkaanse niveau voetbalden. Beide clubs delen het Stade Mohammed V. Dit stadion werd ook gebruikt voor de Afrika Cup van 1988 (o.a. voor de finale) en veel thuiswedstrijden van het Marokkaans voetbalelftal. Racing de Casablanca en Étoile de Casablanca zijn andere voetbalclubs uit Casablanca en werden beiden eenmaal landskampioen; zij spelen hun wedstrijden in het Stade Père-Jégo.
Verder bezit Casablanca ook nog het 20.000-stoelen tellende Stade Larbi Benbarek.
In 2007 en 2016 vonden de Afrikaanse kampioenschappen wielrennen plaats in en rond de stad.

## Stedenbanden
Casablanca heeft stedenbanden met:
- Artvin (Turkije)
- Bordeaux (Frankrijk)
- Istanboel (Turkije)
- Madrid (Spanje)
- Rio de Janeiro (Brazilië)
- New York (Verenigde Staten)
- Parijs (Frankrijk)
- Tokio City (Japan)
- Sydney (Australië)
- Londen (Verenigd Koninkrijk)
- Berlijn (Duitsland)
- Dubai (Verenigde Arabische Emiraten)
- Buenos Aires (Argentinië)
- Jakarta (Indonesië)
- Busan (Zuid-Korea)
- Mexico-Stad (Mexico)
- Amsterdam (Nederland), sinds 1890

## Bekende inwoners van Casablanca

### Geboren
- Larbi Ben Barek (1917-1992), voetballer
- Abderrahim Tounsi (1936-2023), acteur en komiek
- Frida Boccara (1940-1996), zangeres, verhuisde naar Frankrijk
- Serge Haroche (1944), Frans natuurkundige en Nobelprijswinnaar (2012)
- Alain Souchon (1944), Frans zanger en acteur
- Sharif Dean (1947), Frans-Algerijns zanger
- Jean Reno (1948), Frans acteur
- Eli Aflalo (1952), Israëlisch politicus
- Jean-Paul Bertrand-Demanes (1952), Frans voetballer
- Abdallah Zrika (1953), dichter
- Eli Ben-Dahan (1954), Israëlisch rabbijn en journalist
- Noureddine Farihi (1957-2022), Marokkaans-Belgisch acteur
- Jamal Fathi (1959), voetbalcoach
- Samira Said (1960), zangeres
- Alber Elbaz (1961-2021), Israëlisch modeontwerper
- Nawal El Moutawakel (1962), hordeloopster, eerste islamitische olympisch kampioene
- Aziz Doufikar (1963), Nederlands-Marokkaans voetballer en coach
- Guy Forget (1965), Frans tennisser
- Richard Virenque (1969), Frans wielrenner
- Noureddine Naybet (1970), voetballer
- Christine Hocq (1970), triatleet
- Youssef Fertout (1970), voetballer en voetbalcoach
- Gad Elmaleh (1971), komediant en acteur van Joodse komaf
- Salaheddine Bassir (1972), voetballer
- Hicham Arazi (1973), tennisser
- Karim Alami (1973), tennisser
- Youssef Safri (1977), voetballer
- Sana Mouziane (1980), actrice en zangeres
- Mounia Aboulahcen (1982), Belgisch atlete
- Ismail Elfath (1982), Amerikaans-Marokkaans voetbalscheidsrechter
- Karim Fegrouche (1982), voetballer
- Omar Lotfi (1983), acteur
- French Montana (1984), Amerikaans rapper
- Nabil Dirar (1986), voetballer
- Ayoub El Kaabi (1993), voetballer
- Zouheir Elgraoui (1994), volleyballer en beachvolleyballer
- Ahmed Reda Tagnaouti (1996), voetballer
- Hamza Mendyl (1997), voetballer
- Soufiane Benjdida (2001), voetballer
- Oussama Targhalline (2002), voetballer